# Franz Daschner
Franz Dieter Daschner (* 18. Mai 1940 in Regensburg) ist ein deutscher Mediziner.

## Leben
Nach Abitur 1959 am Musikgymnasium der Regensburger Domspatzen studierte Daschner als Stipendiat des Cusanuswerkes Medizin an der Universität München. Nach dem Staatsexamen 1965 war er wissenschaftlicher Assistent an der Kinderklinik des Klinikums der Universität München in der Abteilung für Antimikrobielle Therapie. 1968 legte er das US-amerikanische Staatsexamen in Medizin ab und war anschließend als Infectious Disease Fellow an der Harvard Medical School in Boston sowie am Cedars-Sinai Medical Center der University of California, Los Angeles tätig.
Von 1970 bis 1975 war er wissenschaftlicher Assistent an der Kinderklinik des Klinikums der Universität München und habilitierte sich dort 1975 für Kinderheilkunde. 1976 wurde er als Leiter der Zentralen Einrichtung Krankenhaushygiene an das Universitätsklinikum Freiburg berufen, wo er von 1992 bis zu seiner Emeritierung im September 2006 Direktor des Instituts für Umweltmedizin und Krankenhaushygiene war, das er auch gegründet hatte.
Für seine Arbeiten wurde Daschner 2000 als erster Mediziner mit dem Deutschen Umweltpreis der Deutschen Bundesstiftung Umwelt ausgezeichnet. Mit dem Preisgeld gründete er die Stiftung viamedica – Stiftung für eine gesunde Medizin.

## Mitgliedschaften
- Deutsche Gesellschaft für Hygiene und Mikrobiologie
- Paul-Ehrlich-Gesellschaft für Chemotherapie
- Society of Health Care Epidemiologists of America
- Deutsche Gesellschaft für Infektiologie
- Deutsche Gesellschaft für Pädiatrische Infektiologie
- American Society for Microbiology
- Infectious Diseases Society of America
- European Society of Medical Microbiology

## Ehrungen
- 1993 B.A.U.M.-Umweltpreis (Bundesdeutscher Arbeitskreis für Umweltbewusstes Management)
- 1998 Ökomanager des Jahres, Sonderpreis Wirtschaftsmagazin Capital und der Umweltstiftung WWF Deutschland
- 2000 Deutscher Umweltpreis der Deutschen Bundesstiftung Umwelt
- 2002 Bundesverdienstkreuz am Bande
- 2008 Deutscher Solarpreis von Eurosolar, der Europäischen Vereinigung für Erneuerbare Energien
- 2008 Universitätsmedaille der Albert-Ludwigs-Universität Freiburg
- 2011 Gertrud-Luckner-Medaille der Stadt Freiburg im Breisgau[1]
- 2018 Bundesverdienstkreuz 1. Klasse